# Deutzia glaucophylla
Deutzia glaucophylla là một loài thực vật có hoa trong họ Tú cầu. Loài này được S.M.Hwang mô tả khoa học đầu tiên năm 1992.